# Chữ Hán
Chữ Hán, còn gọi là Hán tự, Hán văn, chữ nho, là loại văn tự ngữ tố - âm tiết ra đời ở Trung Quốc vào thiên niên kỷ thứ hai trước Công nguyên. Ngôn ngữ đầu tiên được viết bằng chữ Hán là tiếng Hán thượng cổ, một ngôn ngữ cổ đã tuyệt diệt. Tiếng Hán thượng cổ viết bằng chữ Hán thường không được ghi lại ở hình thức đầy đủ của nó như khi nói mà ở dạng giản lược về ngữ pháp và từ vựng. Sự giản lược này dần dần sẽ sản sinh ra văn ngôn, một dạng ngôn ngữ viết truyền thống của tiếng Hán. Theo thời gian, đã có thêm nhiều ngôn ngữ được viết bằng chữ Hán, bao gồm hầu hết các ngôn ngữ là con cháu của tiếng Hán thượng cổ như tiếng Hán trung cổ, Hán ngữ tiêu chuẩn, tiếng Quảng Đông, tiếng Mân Nam, vân vân, và nhiều ngôn ngữ khác ở Đông Á như tiếng Việt, tiếng Nhật, tiếng Triều Tiên, tiếng Tày, vân vân.

## Tên gọi
Tại Trung Quốc thời cổ đại, ở trong tiếng Hán không có tên gọi nào chỉ riêng chữ Hán được đông đảo người nói tiếng Hán biết đến. Người nói tiếng Hán thường chỉ dùng những từ ngữ có nghĩa là chữ, chữ viết để chỉ chữ Hán.
Trong các thư tịch tiếng Hán được viết trước thời nhà Tần còn lưu truyền được đến ngày nay có các từ sau để chỉ văn tự:
- 名 "danh"
- 書 "thư"
- 文 "văn"
- 字 "tự"

Từ 名 "danh" có nghĩa gốc là tên, tên gọi. Tên gọi của sự vật đều là từ ngữ. Từ nghĩa gốc chỉ tên gọi, từ danh 名 "danh" có thêm nghĩa chuyển chỉ từ. Người xưa không phân biệt từ với chữ, họ đánh đồng ký hiệu họ dùng để ghi lại từ ngữ với từ ngữ nên họ đã lấy tên gọi của từ ra dùng để chỉ chữ. William H. Baxter và Laurent Sagart phục nguyên âm tiếng Hán thượng cổ của từ 名 là /*C.meŋ/.
Từ 書 "thư" có nghĩa gốc là viết. Chữ là thứ người ta viết ra khi viết, người xưa đã dùng từ 書 "thư" làm tên gọi của chữ. Baxter và Sagart phục nguyên âm tiếng Hán thượng cổ của từ 書 là /*s-ta/.
Từ 文 "văn" có nghĩa gốc là hoa văn. Trong chữ Hán có nhiều chữ được tạo ra bằng cách vẽ mô phỏng hình dạng của sự vật mà từ được ghi bằng chữ Hán đó biểu thị. Thí dụ: hình dạng cổ xưa nhất của chữ Hán 月 "nguyệt" (được dùng để ghi từ tiếng Hán có nghĩa là mặt trăng) là hình mặt trăng. Hoa văn thường cũng là hình mô phỏng hình dạng của sự vật, người xưa hình dung những chữ Hán có hình dạng là hình vẽ mô phỏng lại hình dạng của sự vật cũng giống như là hoa văn nên họ đã gọi chữ là 文 "văn". Baxter và Sagart phục nguyên âm tiếng Hán thượng cổ của từ 文 là /*mə[n]/.
Từ 字 "tự" bắt đầu được dùng để chỉ văn tự từ thời Chiến quốc. Nghĩa gốc của từ 字 "tự" là sinh, đẻ. Có nhiều chữ Hán được tạo ra bằng cách đem ghép các chữ Hán đã có sẵn lại với nhau, tạo thành chữ mới. Thí dụ: chữ 字 "tự" được tạo ra bằng cách đem ghép chữ 宀 "miên" với chữ 子 "tử". Người xưa hình dung việc đem ghép chữ này với chữ nọ tạo thành chữ khác giống như là nam nữ giao hợp với nhau, sinh ra con cái, nên họ đã gọi chữ là 字 "tự". Baxter và Sagart phục nguyên âm tiếng Hán thượng cổ của từ 字 là /*mə-dzə(ʔ)-s/. Từ chữ trong tiếng Việt bắt nguồn từ từ tiếng Hán thượng cổ 字.
Sang đến thời nhà Tần, tiếng Hán có thêm một từ khác để chỉ chữ viết là từ 文字 "văn tự". Từ này được tạo ra bằng cách ghép hai từ đã có từ trước đó là 文 "văn" và 字 "tự" lại với nhau.
Từ thời nhà Tần cho đến trước thời cận đại, trong tiếng Hán, văn tự thường được gọi là 字 "tự" hoặc 文 "văn" hoặc 文字 "văn tự".
Tên gọi thông dụng hiện nay - "Hán tự" (漢字), ra đời từ nhu cầu của tăng lữ Phật giáo cần có tên gọi chỉ riêng chữ Hán để phân biệt chữ Hán với chữ Phạm nảy sinh khi dịch tiếng Phạm sang tiếng Hán. Thư tịch cổ nhất đã biết trong đó có gọi chữ Hán là Hán tự 漢字 "Hán tự" là sách 梵語千字文 "Phạm ngữ thiên tự văn" do tỷ khâu đời Đường Nghĩa Tịnh viết năm Hàm Hanh (咸亨) thứ hai (Tây lịch năm 671). Sách 梵語千字文 "Phạm ngữ thiên tự văn" còn có tên gọi khác là 唐字千鬘聖語 "Đường tự thiên man thánh ngữ", 梵唐千字文 "Phạm Đường thiên tự văn".

## Lịch sử

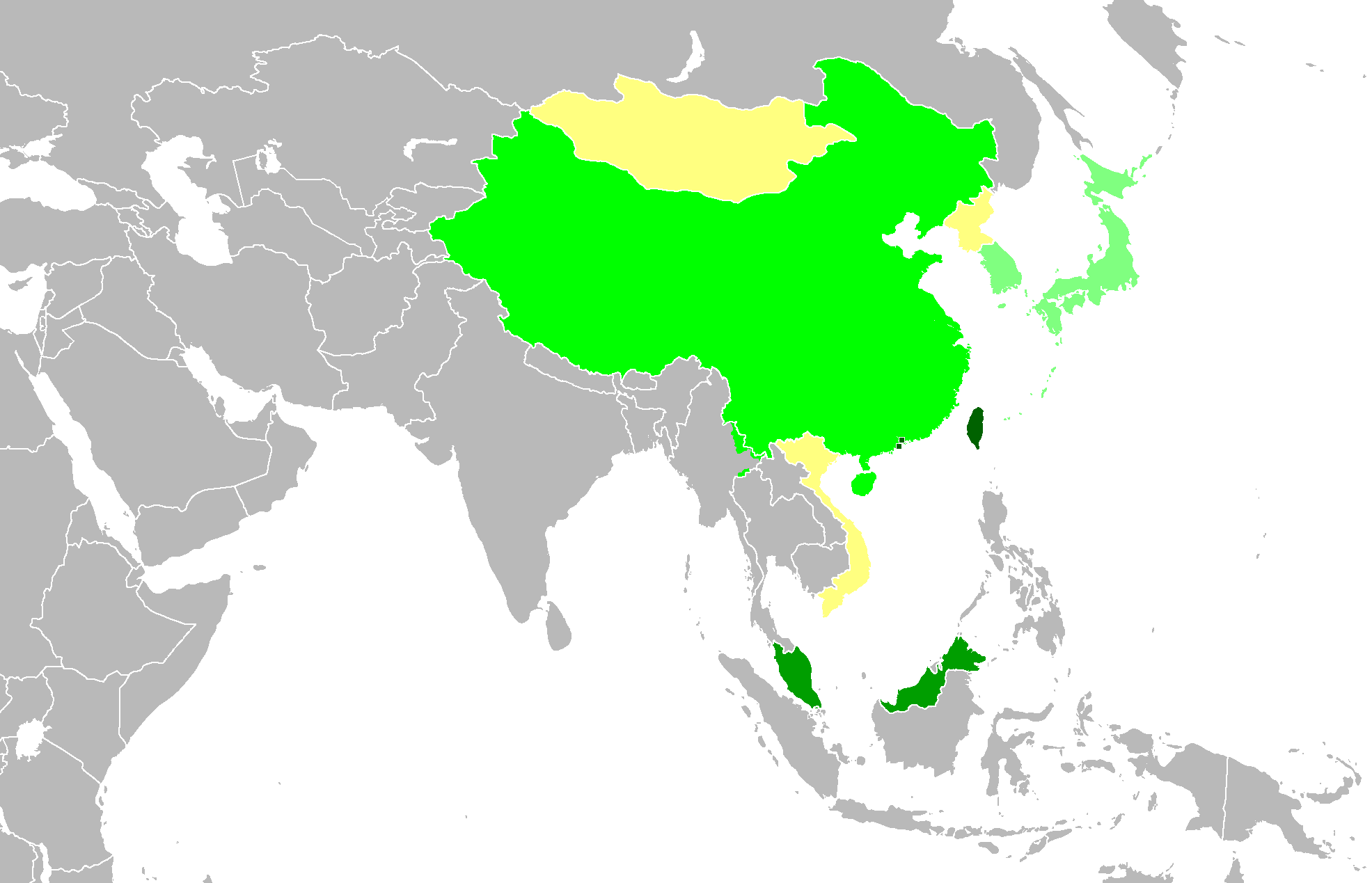
Những quốc gia và vùng lãnh thổ chịu ảnh hưởng của chữ Hán:
Xanh lục đậm: Chữ Hán phồn thể được dùng chính thức (Đài Loan, Ma Cao, Hồng Kông)
Xanh lục: Chữ Hán giản thể được dùng chính thức nhưng chữ Hán phồn thể vẫn thông dụng (Singapore, Malaysia)
Xanh lá mạ: Chữ Hán giản thể được dùng chính thức (Trung Quốc)
Xanh lục nhạt: Chữ Hán được dùng song song với hệ chữ viết khác trong cùng ngôn ngữ (Hàn Quốc, Nhật Bản)
Vàng: Trước đây chữ Hán từng được dùng chính thức nhưng nay rất ít hoặc không được dùng nữa (Mông Cổ, Triều Tiên, Việt Nam)

Theo truyền thuyết thì Hoàng Đế là người sáng tạo ra văn tự Trung Hoa từ 4-5 ngàn năm trước nhưng ngày nay không còn ai tin rằng Hoàng Đế là nhân vật có thật nữa. Cả thuyết Thương Hiệt cho chữ mà các học giả thời Chiến Quốc đưa ra cũng không thuyết phục vì không ai biết Thương Hiệt ở đời nào. Gần đây người ta đào được ở An Dương (Hà Nam) nhiều mu rùa, xương loài vật, và đồ đồng trên đó có khắc chữ, và các nhà khảo cổ phỏng đoán rằng chữ viết ở Trung Hoa ra đời muộn nhất là vào thời kỳ nhà Thương, khoảng 1800 năm trước Công nguyên.

## Phân loại cấu tạo chữ Hán theo Lục Thư
Chữ Hán được hình thành theo các cách chính:
- Chữ tượng hình (象形文字): "Tượng hình" có nghĩa là căn cứ trên hình tượng của sự vật mà hình thành chữ viết. Các chữ này rất dễ nhận biết và đơn giản. VD: 日 nhật (mặt trời), 月 nguyệt (mặt trăng), 木 mộc (cái cây), 龜 quy (con rùa),
- Chữ chỉ sự (指事文字) hay chữ Biểu Ý (表意文字): Cùng với sự phát triển của con người, chữ Hán đã được phát triển lên một bước cao hơn để đáp ứng đủ nhu cầu diễn tả những sự việc đó là chữ chỉ sự. Ví dụ, để tạo nên chữ Bản (本), diễn đạt nghĩa "gốc rễ của cây" thì người ta dùng chữ Mộc (木) và thêm gạch ngang ở dưới diễn tả ý nghĩa "ở đây là gốc rễ" và chữ Bản (本) được hình thành. Chữ Thượng (上), chữ Hạ (下) và chữ Thiên (天) cũng là những chữ chỉ sự được hình thành theo cách tương tự.
- Chữ hội ý (會意文字): Để tăng thêm chữ Hán, cho đến nay người ta có nhiều phương pháp tạo nhiều chữ mới có ý nghĩa mới. Ví dụ, chữ Lâm (林, rừng nơi có nhiều cây) có hai chữ Mộc (木) xếp hàng đứng cạnh nhau được làm bằng cách ghép hai chữ Mộc với nhau (Rừng thì có nhiều cây). Chữ Sâm (森, rừng rậm nơi có rất nhiều cây) được tạo thành bằng cách ghép ba chữ Mộc. Còn chữ Minh (鳴, kêu, hót) được hình thành bằng cách ghép chữ Điểu (鳥, con chim) bên cạnh chữ Khẩu (口, mồm); chữ Thủ (取, cầm, nắm) được hình thành bằng cách ghép chữ Nhĩ (耳, tai) của động vật với tay (chữ Thủ 手, chữ Hựu 又).
- Chữ hình thanh (形聲文字): Cùng với những chữ tượng hình, chỉ sự và hội ý, có nhiều phương pháp tạo nên chữ Hán, nhưng có thể nói là đa số các chữ Hán được hình thành bằng phương pháp hình thanh, gọi là chữ hình thanh (形聲文字). Chữ hình thanh chiếm tới 80% toàn bộ chữ Hán. Chữ hình thanh là những chữ được cấu tạo bởi hai thành phần: nghĩa phù có tác dụng gợi ý, và thanh phù có tác dụng gợi âm. Ví dụ, chữ Vị 味 (nghĩa： mùi vị) có nghĩa phù là bộ thủ khẩu 口 chỉ việc liên quan đến ăn hoặc nói, còn thanh phù là chữ Vị 未 (nghĩa： chưa, ví dụ： vị thành niên). Lối tạo chữ hình thanh của chữ Vị 味 cho ta biết chữ này mang ý nghĩa liên quan tới việc ăn/nói và có âm đọc tương tự như Vị 未. Chữ Vị 味 còn có một âm xưa là Mùi (nghĩa của nó không gì khác hơn, cũng là mùi). Thanh phù Vị 未 ngày trước cũng mang âm mùi và âm này vẫn còn hiện diện trong cách gọi địa chi thứ tám, tương ứng với con dê, trong ngôn ngữ hiện đại của tiếng Việt. Như vậy, gắn với âm xưa, bằng lối tạo chữ hình thanh, chữ Mùi 味 cũng được diễn giải là nghĩa phù Khẩu 口 có tác dụng gợi nghĩa, nói lên sự ăn uống và thanh phù Mùi 未 thể hiện cách đọc chữ này.
- Chữ chuyển chú (轉注文字): Các chữ Hán được hình thành bằng bốn phương pháp kể trên, nhưng còn có những chữ có thêm những ý nghĩa khác biệt, và được sử dụng trong những nghĩa hoàn toàn khác biệt đó. Ví dụ, chữ Dược (藥), có nguồn gốc là từ chữ Nhạc (樂), âm nhạc làm cho lòng người cảm thấy sung sướng phấn khởi nên chữ Nhạc (樂) cũng có âm là Lạc nghĩa là vui vẻ. Chữ Dược (藥) được tạo thành bằng cách ghép thêm bộ Thảo (có nghĩa là cây cỏ) vào chữ Lạc (樂).
- Chữ giả tá (假借文字): Là những chữ được hình thành theo phương pháp bằng cách mượn chữ có cùng cách phát âm.

Bốn cách tạo chữ (Tượng hình, Chỉ sự, Hội ý, Hình thanh) và hai cách sử dụng chữ (Chuyển chú, Giả tá) được gọi chung là Lục Thư (六書).

## Bộ thủ
Chữ Hán có đến hàng ngàn chữ nhưng được phân loại thành 214 bộ chữ, mỗi bộ chữ được đại diện bằng một thành phần cấu tạo chung gọi là bộ thủ, dựa theo số nét.
Tuy nhiên số bộ thủ không phải bất biến mà có sự thay đổi theo thời gian. Số bộ thủ nói trên là dạng chữ phồn thể, dựa theo Khang Hi tự điển (1716) và các từ điển thông dụng sau này như Trung Hoa đại tự điển (1915), Từ hải (1936).
Trước đó, trong Thuyết văn giải tự của Hứa Thận (thời Đông Hán) có 9350 chữ phân làm 540 bộ thủ. Tự lâm của Lã Thầm (đời Tấn) và Loại biên của Vương Chu và Tư Mã Quang (đời Tống) cũng có 540 bộ thủ. Ngọc thiên của Cố Dã Vương đời Lương có 542 bộ thủ. Với việc giản thể hóa chữ Hán, vì phải thêm các bộ thủ giản thể nên số bộ thủ tăng lên thành 227 bộ. Tuy nhiên, một số cách ghép bộ thủ đã làm giảm số bộ thủ, chẳng hạn Tân Hoa tự điển có 189 bộ thủ, Hiện đại Hán ngữ từ điển có 188 bộ thủ, Hán ngữ đại từ điển có 200 bộ thủ. Riêng cuốn Từ nguyên xuất bản năm 1979 có tới 243 bộ thủ.

## Chữ Hán và việc phân biệt từ đồng âm khác nghĩa
Chữ Hán khắc phục sự hiểu sai nghĩa do đồng âm khác nghĩa: ví dụ như từ Hán-Việt "vũ" có các chữ Hán là 宇(trong "vũ trụ"), 羽(trong "lông vũ"), 雨(trong "vũ kế" - nghĩa là "mưa"), 武 (trong "vũ khí"), 舞(trong "vũ công" - nghĩa là "múa"). Nếu chỉ viết "vũ" theo chữ Quốc ngữ thì người đọc phải tự tìm hiểu nghĩa, còn nếu viết bằng chữ Hán thì nghĩa của "vũ" sẽ được thể hiện rõ ràng. Ứng dụng này được sử dụng nhiều nhất ở Hàn Quốc, khi bố mẹ đi khai sinh cho con ngoài việc viết tên con bằng hangul để biểu thị cách đọc thì họ cũng phải viết cả hanja để biểu thị ý nghĩa cho tên của con mình. Ví dụ: Kim Ki Bum (cựu thành viên Super Junior) và Key (thành viên SHINee) đều có tên thật là "Gim Gi-beom", viết bằng hangul là 김기범, nhưng tên chữ Hán thì khác nhau. Kim Ki Bum có tên chữ Hán là 金起範 (Kim Khởi Phạm), còn Key có tên chữ Hán là 金基范 (Kim Cơ Phạm). Trong tiếng Việt, việc chỉ sử dụng chữ Quốc ngữ (chữ Latinh) chỉ có thể biểu âm mà không dùng kèm chữ Hán và chữ Nôm có tính biểu nghĩa tốt, đang khiến tình trạng đồng âm khác nghĩa trong tiếng Việt trở nên nghiêm trọng hơn. Tiêu biểu như ngay chính người Việt không hiểu đúng chữ "Thị" thường có trong tên phụ nữ Việt Nam mang nghĩa là gì, nhầm họ (họ Tôn và họ Tôn Thất, họ Âu và họ Âu Dương), dịch "Vĩnh Long" thành "Vĩnh Dragon",... đã gián tiếp chứng minh rằng việc chỉ sử dụng chữ Quốc ngữ thì không đủ khả năng để biểu nghĩa đầy đủ cho tiếng Việt như chữ Hán và chữ Nôm.
"...Nhược điểm của chữ Quốc ngữ không phải ở chỗ nó chưa thật là một hệ thống phiên âm âm vị học, mà chính là ở chỗ nó có tính chất thuần tuý ghi âm, và hoàn toàn bất lực trước nhiệm vụ biểu hiện nghĩa mà lẽ ra nó phải đảm đương, và nhược điểm ấy lộ rõ nhất và tai hại nhất là trong các từ đồng âm vốn có rất nhiều trong tiếng Việt...Bỏ chữ Hán và chữ Nôm là một tai hoạ không còn hoán cải được nữa, nhưng ta có thể bổ cứu cho sự mất mát này bằng cách dạy chữ Hán như một môn học bắt buộc ở trường phổ thông..."— Tiếng Việt - Văn Việt - Người Việt. Nhà xuất bản Trẻ. 2001, bài "Mấy nhận xét về chữ Quốc ngữ", Giáo sư Cao Xuân Hạo

## Việc sử dụng chữ Hán ở các nước

### Trung Quốc đại lục, Hồng Kông, Ma Cao, Đài Loan
Chữ Hán bắt nguồn từ Trung Quốc từ thời xa xưa dựa trên việc quan sát đồ vật xung quanh và vẽ thành dạng chữ tượng hình, chữ mang ý nghĩa. Chữ Hán đã trải qua nhiều thời kỳ phát triển. Cho tới hiện nay, chữ Hán cổ nhất được cho là loại chữ Giáp Cốt (Giáp cốt văn 甲骨文), chữ viết xuất hiện vào đời nhà Ân (殷) vào khoảng 1600-1020 trước Công Nguyên. Chữ Giáp Cốt là chữ Hán cổ viết trên các mảnh xương thú vật và có hình dạng rất gần với những vật thật quan sát được.
Chữ Giáp Cốt tiếp tục được phát triển qua các thời:
- Nhà Chu 周 (1021-256 TCN) có chữ Kim (Kim văn 金文), là chữ viết trên các chuông bằng đồng và kim loại
- Chiến Quốc 戰國 (403-221 TCN) và thời nhà Tần 秦 (221-206 TCN) có chữ Triện (Triện thư 篆書) và có chữ Lệ (Lệ thư 隸書)
- Nhà Hán 漢 (Tiền Hán 206 TCN-8 CN, Hậu Hán 25-220) có chữ Khải (Khải thư 楷書)

Ngoài ra còn có chữ Hành thư (行書) và chữ Thảo thư (草書). Chữ Khải thư là loại chữ được dùng bút lông chấm mực tàu viết trên giấy và rất gần với hình dáng chữ Hán ngày nay vẫn còn được dùng ở Nhật, Đài Loan hay Hương Cảng. Chữ Thảo thư là loại chữ được viết bằng bút lông có lược bớt hoặc ghép một số nét lại. Sự phát triển chữ Hán trải qua các thời kỳ có thể được minh họa bằng một số chữ sau:
Giáp cốt văn → Kim văn → Triện thư → Lệ thư → Thảo thư → Khải thư → Hành thư
Ngày nay tại Trung Quốc đại lục, bộ chữ giản thể (简体字) đã thay thế cho bộ chữ phồn thể (繁體字). Công cuộc cải cách chữ viết được thực hiện sau khi đảng Cộng sản đánh bại phe quốc dân đảng ra khỏi đại lục (1949).Tháng 10 năm 1954 tại đại lục thành lập ủy ban cải cách chữ viết (中国文字改革委员会), cuộc cải cách nhằm đơn giản hóa chữ Hán để quần chúng nhân dân dễ dàng học biết chữ, xóa mù chữ, thống nhất nhân tự trên các khu vực vốn dĩ có nhiều khác biệt do điều kiện địa lí và lịch sử, đồng thời thúc đẩy việc dạy và học tiếng Hán đối với người nước ngoài. Các khu vực ngoài đại lục, đảng Cộng sản không kiểm soát như Hồng Kông, Đài Loan, Ma Cao, và cộng đồng người Hoa ở hải ngoại hay các khu vực có sử dụng tiếng Hán như Singapore tiếp tục sử dụng chữ phồn thể, tuy nhiên cũng có những cải biến nhất định.

### Việt Nam

"mẹ tôi thường ăn chay ở chùa mỗi chủ nhật", viết bằng sự kết hợp của chữ Hán (xanh) và chữ Nôm (cam)

Có ý kiến cho rằng chữ Hán đã hiện diện ở Việt Nam từ trước Công nguyên, dựa trên suy diễn về dấu khắc được coi là chữ trên một con dao găm . Tuy nhiên đó là lúc chữ Hán chưa hình thành và chưa có tư liệu xác định vào thời kỳ trước Công nguyên cư dân Việt cổ đã sử dụng chữ.
Từ đầu công nguyên đến thế kỷ X, Việt Nam chịu sự đô hộ của phong kiến Trung Hoa, chữ Hán và tiếng Hán được giới quan lại cai trị áp đặt sử dụng. Theo Đào Duy Anh thì nước Việt bắt đầu có Hán học khi viên Thái thú Sĩ Nhiếp (137 - 226) đã dạy dân Việt thi thư. Trong khoảng thời gian hơn một ngàn năm, hầu hết các bài văn khắc trên tấm bia đều bằng chữ Hán.
Nước Nam Việt được Triệu Đà thành lập vào thế kỷ thứ III TCN, khi nhà Tần đang thống nhất chữ viết (vào thời chiến quốc, mỗi nước phát triển chữ viết khác nhau). Hơn một thế kỷ sau, khi Lưu Bang lật đổ nhà Tần lập nhà Hán, nhà Hán mới thôn tính được Nam Việt (khoảng năm 111 TCN). Cổ vật trong lăng mộ của Hán Văn Đế cho thấy chữ viết của Nam Việt khá hoàn chỉnh . Sau này, nhà sử học Lê Mạnh Thát phát hiện rằng ngay cả Hán thư cũng dùng phương ngôn của người Việt.
Trong suốt thời gian Bắc thuộc đó, với chính sách Hán hóa của nhà Hán, tiếng Hán đã được giảng dạy ở Việt Nam và người Việt đã chấp nhận ngôn ngữ mới đó song song với tiếng Việt, tiếng nói truyền miệng. Tuy người Việt Nam tiếp thu tiếng Hán và chữ Hán nhưng cũng đã Việt hóa nhiều từ của tiếng Hán thành từ Hán-Việt. Từ đó đã có rất nhiều từ Hán-Việt đi vào trong từ vựng của tiếng Việt. Sự phát triển của tiếng Hán ở Việt Nam trong thời kỳ Bắc thuộc song song với sự phát triển của tiếng Hán ở chính Trung Quốc thời đó. Tuy nhiên, năm 938, sau chiến thắng Bạch Đằng của Ngô Quyền, người Việt đã độc lập và không còn lệ thuộc vào phương Bắc nữa, nhưng ngôn ngữ vẫn còn đậm ảnh hưởng của tiếng Hán. Sang thời kỳ tự chủ chữ Hán giữ địa vị là văn tự chính thức nhưng cách đọc đã phát triển theo hướng riêng, khác với sự phát triển tiếng Hán ở Trung Quốc.
Trong quá trình đó chữ Hán vẫn được người Việt dùng và phát triển thêm nhưng cách phát âm chữ Hán lại bị chi phối bởi cách phát âm của người Việt, tạo ra và củng cố dần âm Hán-Việt. Do nhu cầu phát triển, người Việt đã sử dụng chữ Hán để tạo ra chữ viết riêng, tức chữ Nôm. Trong khi đó cổ văn Hán vẫn được coi là mẫu mực để noi theo.
Mặc dù hiện nay rất ít được sử dụng ở Việt Nam, nhưng chữ Hán cùng với chữ Nôm vẫn là dạng kí tự quan trọng với tiếng Việt bởi tác dụng biểu thị nghĩa cho từ ngữ (khi mà chữ Quốc Ngữ chỉ có tác dụng biểu thị âm) do vấn đề đồng âm khác nghĩa, nghĩa của từ bị sai lệch (đặc biệt là hiểu nhầm ý nghĩa của tên người hoặc tên địa danh). Các di chỉ lịch sử thời xưa bằng chữ Hán và chữ Nôm vẫn được bảo tồn. Người Việt đôi khi dùng chữ Hán-Nôm trong một số dịp như viết thư pháp, xin chữ ngày tết hay dán chữ 囍 - "song hỉ" ở nhà và tiệc khi có lễ cưới và vẫn thường xuyên được dùng trong các nghi lễ tôn giáo.
Hiến pháp 2013 tại Chương I Điều 5 Mục 3 quy định: "Ngôn ngữ quốc gia là tiếng Việt. Các dân tộc có quyền dùng tiếng nói, chữ viết, giữ gìn bản sắc dân tộc, phát huy phong tục, tập quán, truyền thống và văn hóa tốt đẹp của mình", do vậy không có luật lệ hay quyền hành nào cấm người Việt hiện nay viết tiếng Việt bằng chữ Hán và chữ Nôm như người Việt xưa.

### Triều Tiên, Hàn Quốc
Hán ngữ được du nhập vào bán đảo Triều Tiên khá lâu, khoảng thời kỳ đồ sắt. Đến thế kỷ thứ IV trước Công Nguyên, xuất hiện các văn bản viết tay của người Triều Tiên. Các bản viết tay này được sử dụng chữ Hán. Tiếng Hán là thứ ngôn ngữ khó, dùng chữ Hán để viết tiếng Triều Tiên trở nên phức tạp, cho nên các học giả người Triều Tiên đã tìm cách cải biến chữ Hán để phù hợp với âm đọc của tiếng Triều Tiên. Vào khoảng thế kỷ thứ XV, ở Triều Tiên xuất hiện chữ ký âm, được gọi là Hangul (한글) hay Chosŏn'gŭl (조선글), chữ này trải qua nhiều thế kỷ phát triển thăng trầm, cuối cùng chính thức được dùng thay thế cho chữ Hán cho tới ngày nay. Chosŏn'gŭl lúc ban đầu gồm 28 ký tự, sau đó còn 24 ký tự giống như bảng chữ cái La Tinh, và được dùng để ký âm tiếng Triều Tiên. Tuy Hangul đã xuất hiện nhưng chữ Hán (Hanja) vẫn còn được giảng dạy trong trường học. Năm 1972, Bộ Giáo dục Hàn Quốc đã quy định, phải dạy 1800 chữ Hán cơ bản cho học sinh. Còn ở Triều Tiên, người ta đã bỏ hẳn chữ Hán.

### Nhật Bản
Chữ Hán du nhập vào Nhật Bản thông qua con đường Triều Tiên. Chữ Hán ở Nhật được gọi là Kanji (漢字 Hán tự) và được du nhập vào Nhật theo con đường giao lưu buôn bán giữa Nhật và Triều Tiên vào khoảng thế kỷ thứ IV, V. Tiếng Nhật cổ đại vốn không có chữ viết, nên khi chữ Hán du nhập vào Nhật, người Nhật dùng chữ Hán để viết tiếng nói của họ. Dạng chữ đầu tiên người Nhật sáng tạo từ chữ Hán để viết tiếng Nhật là chữ Man-yogana (萬葉假名 Vạn Diệp Giả Danh). Hệ thống chữ viết này dựa trên chữ Hán và khá phức tạp. Man-yogana được đơn giản hóa thành Hiragana ひらがな (平假名 Bình Giả Danh) và Katakana カタカナ (片假名 Phiến Giả Danh). Cả hai loại chữ này trải qua nhiều lần chỉnh lý và hoàn thiện mới trở thành chữ viết ngày nay ở Nhật. Tiếng Nhật hiện đại được viết bằng ba loại ký tự:
1. Chữ Hán (hay Kanji 漢字)
2. Chữ mềm (hay Hiragana ひらがな)
3. Chữ cứng (hay Katakana カタカナ)

Chữ Hán trong tiếng Nhật thường có ít nhất hai cách đọc, cách đọc theo âm Hán cổ, được gọi là On-yomi  (音読 (音讀) (Âm Độc)) và cách đọc theo âm tiếng Nhật được gọi là Kun-yomi  (訓読 (訓讀) (Huấn Độc)). Trong quá trình phát triển chữ viết cho tiếng Nhật, người Nhật còn mượn chữ Hán để sáng tạo ra một số chữ (khoảng vài trăm chữ) và mỗi chữ này chỉ có cách đọc theo âm tiếng Nhật; các chữ này được gọi là Kokuji  (国字 (國字) (Quốc Tự)), tiếng Nhật gọi là Quốc Tự Quốc Huấn (國字國訓), nghĩa là "chữ quốc ngữ âm quốc ngữ". Những chữ quốc ngữ này của người Nhật có cách hình thành khá giống chữ Nôm của Việt Nam (xin xem phần sau về chữ Nôm). Tháng 11 năm 1946, Bộ Giáo dục Nhật đề nghị đưa vào giảng dạy 1850 chữ Hán cơ bản trong trường học, và được Quốc hội Nhật thông qua năm 1947.
Đến năm 1981 thì lượng chữ Hán thông dụng được điều chỉnh lại gồm khoảng 1945 chữ thường dùng, khoảng 300 chữ thông dụng khác dùng để viết tên người. Đến năm 2000, các chữ Hán dùng để viết tên người được điều chỉnh thêm, số lượng tăng lên trên 400 chữ. Các chữ Hán này được lập thành bảng gọi là Bảng chữ Hán thường dùng (Jyoyo Kanji Hyo, 常用漢字表 Thường Dụng Hán Tự Biểu) và Bảng chữ Hán dùng viết tên người (Jinmeiyo Kanji Hyo, 人名用漢字表 Nhân Danh Dụng Hán Tự Biểu).

## Nghệ thuật thư pháp
Thư pháp là nghệ thuật viết chữ. Nghệ thuật Thư pháp Á Đông là nghệ thuật viết chữ Hán. Chữ Hán là loại chữ tượng hình và viết chữ Hán phải dùng bút lông để làm tăng thêm sức thể hiện của nhà thư pháp. Chữ Hán trong lịch sử đã một mặt làm nhiệm vụ là phương tiện để ghi chép, trao đổi tưởng truyền đạt văn hóa... của thế hệ này đến thế hệ khác, mặt khác nó còn tự tạo cho mình một môn nghệ thuật tạo hình độc đáo, sáng tạo.